# Робертс, Эндрю (историк)
Эндрю Робертс, барон Робертс Белгравcкий FRSL FRHistS (англ. Andrew Roberts; род. 13 января 1963, Хаммерсмит, Лондон) — британский историк и журналист, член Палаты лордов. Является приглашённым профессором кафедры военных исследований Королевского колледжа Лондона, приглашённым научным сотрудником Роджера и Марты Мерц в Гуверовском институте Стэнфордского университета и почетным лектором Института Лермана в Нью-Йоркском историческом обществе. Был попечителем Национальной портретной галереи с 2013 по 2021 год.
Исторические исследования Робертса были сосредоточены в основном на англоязычных странах, особенно на тех, которые тесно связаны с Соединенным Королевством в социальном плане, например, в Соединённых Штатах. Робертс как автор известен во всем мире своей документальной работой 2009 года The Storm of War, которая охватывает социально-политические факторы Второй мировой войны, такие как приход к власти Адольфа Гитлера и административное управление нацистской Германии. Книга получила высокую оценку нескольких изданий, в том числе The Economist и The Wall Street Journal и была отмечена премией британской армии «Военная книга года» 2010 года. Заняла 2-е место в списке бестселлеров The Sunday Times.
Многие из более поздних работ Робертса, в том числе его биография Уинстона Черчилля 2018 года, также получили широкое признание. The Sunday Times назвала эту книгу «несомненно лучшим однотомным жизнеописанием Черчилля из когда-либо написанных».

## Ранние годы
Родился в Хаммерсмите (район Лондона), в семье Кэтлин и Саймона Робертс. В детстве Робертс увлекся историей, особенно произведениями, касающимися «сражений, войн, убийств и смерти».
Учился в школе Крэнли в Суррее и затем в колледже Гонвилля и Кайуса в Кембридже, где стал председателем Консервативной ассоциации Кембриджского университета. Получил степень бакалавра с отличием и степень доктора философии в области современной истории. Начал карьеру в области корпоративных финансов в качестве инвестиционного банкира и директора частной компании в лондонском торговом банке Robert Fleming Co.,где он работал с 1985 по 1988 год. Свою первую историческую книгу опубликовал в 1991 году.

## Мнения о Второй Мировой войне
По мнению Робертса, в начале войны Германия имела значительные преимущества в военной организации и экономической мощи. Он считает, что роковой ошибкой Гитлера стало вторжение в СССР; намного больший эффект принесло бы вторжение на Ближний Восток с занятием нефтеносных районов. По мнению Робертса, победа над сравнительно слабыми силами англичан в этом регионе могла бы выиграть войну. Другой ключевой ошибкой Робертс считает объявление Германией войны Соединённым Штатам. Война была объявлена всего через четыре дня после атаки на Перл-Харбор, несмотря на то, что Германия не имела юридических обязательств к таким действиям. Робертс считает, что после объявления войны США Германия не имела шансов на победу в войне. По мнению Робертса, Германию погубили ошибки, заблуждения и преувеличенные комплексы самоуверенности правительства нацистов.
Робертс считает, что действия Сталина по руководству советскими войсками имели катастрофические последствия для усилий союзников. Он отмечает, что казни тысяч собственных военных по идеологическим причинам привели к гибели сотен тысяч солдат. Только в Сталинградской битве и только по приговорам военных трибуналов количество расстрелянных было эквивалентно двум дивизиям полного состава.

## Избранные труды

### Биография Наполеона
В 2014 году вышла книга Робертса  «Napoleon the Great». В 2015 году получила премию газеты Los Angeles Times за лучшую биографию. Книга опровергает многие устоявшиеся исторические мнения, в том числе миф о романе с Жозефиной Богарне. Как показывает Робертс, она завела любовника сразу после свадьбы, а у Наполеона было в три раза больше любовниц, чем он признавал. В этой книге Робертс рассмотрел пятьдесят три из шестидесяти сражений Наполеона и дал новую оценку его личности на основе французского издания писем Наполеона.
Книга получила высокую оценку критиков. В октябре 2014 года журналист Джереми Дженнингс написал для Standpoint, что «у Наполеона могло быть несколько биографов, более преданных своей теме». Дженнингс также назвал книгу «очень подробной и надежной переоценкой этого человека, его достижений и неудач, а также необычайных времен, в которые он жил». Книга получила премию Фонда Наполеона за 2014 год фр. Prix du Jury des Grands Prix de la Fondation Napoléon.
Американский историк Джей Виник высоко отозвался о книге: «Эндрю Робертс со своим обычным чутьем и острым историческим взглядом снова добился успеха. Вполне возможно, что это лучшая однотомная биография Наполеона на английском языке за последние четыре десятилетия».
В 2013 году BBC Two представила трехсерийный телесериал, основанный на анализе Робертсом жизни и наследия Наполеона. Сериал получил неоднозначные отзывы. Рецензент The Daily Telegraph назвал его «неубедительным», заявив, что «автор как всегда боготворит своего героя», а «замечания Робертса о освежающих качествах диктатуры заставляют задуматься, не потерял ли он рассудок».

### Биография Черчилля
В 2018 году Робертс выпустил биографию Черчилля Churchill: Walking with Destiny. Книга получила высокую оценку ряда ведущих изданий. Рецензент Financial Times отметил, что книга «основана на более широком круге источников, чем типичная биография Черчилля». The Observer.
По мнению The New York Times «…это, безусловно, лучшая однотомная биография Черчилля из когда-либо написанных». Эту оценку разделяет и National Book Review.

## Личная жизнь
Робертс разведён со своей первой женой Камиллой Хендерсон, от которой у него двое детей. Женат на Сьюзан Гилкрист (генеральный директор фирмы корпоративных коммуникаций Brunswick Group LLP и председатель South Bank Center. Супруги живут в Лондоне.
14 октября 2022 года было объявлено о присвоении Робертсу звания пожизненного пэра. 1 ноября 2022 года Робертсу был присвоен титул барона Белгравского (от названия района в ценре Лондона).